# Регата Уотергейт
Регата Уо́тергейт (эст. Watergate regatt, англ. Watergate Regatta) — первая регата Эстонии по продолжительности плавания в режиме «нон-стоп» и в первые годы своего существования бывшая второй по популярности эстонской регатой после регаты Муху-Вяйн. Впервые проведена летом 1998 года. Регата 2017 года стала последней. 

## История регаты
Организатором регаты являлся Пярнуский яхтклуб в сотрудничестве с Союзом яхтклубов Эстонии.
Регата Watergate была первым этапом Чемпионата Пярнумаа и одним из этапов Кубка Эстонии по парусному спорту в открытом море. Принимать участие в ней могли яхты классов «ESTLYS» и «ORC».
Регата длилась один, максимум — два дня, стартовала и финишировала обычно в Пярну. Соревнования проводились в Пярнуском и Рижском заливах.
Являлась одним из крупнейших спортивных событий для Пярнуского яхтклуба, принимать участие в ней могли как эстонские яхтсмены, так и гости из ближайших стран.
Соревнования проводились в нескольких группах в соответствии с системой GPH (''general purpose handicap'').
В 1998 году в группе больших яхт первое место заняла яхта «Calva», в группе малых яхт — «Edasi».
В 2004 году регата длилась два дня. Основная дистанция составила 200 миль. Маршрут пролегал вокруг островов Кихну, Рухну, Абрука, поворотным пунктом являлся расположенный недалеко от Виртсу буй Кессулайу (Kessulaiu), обратный путь огибал Кихну.
В 2007 году дистанция для яхт первой группы составила также 200 миль, и маршрут повторял путь 2004 года. Дистанция для яхт второй группы составила 165 миль, так как им не надо было огибать острова Рухну и Абрука.
В 2008 году в регате приняло участие 30 яхт.
В 2009 году был запланирован маршрут регаты длиной 206 миль, однако из-за сильного ветра судейская коллегия решила сократить дистанцию до 144 миль.
В 2012 году вторая стартовая группа прошла 203 мили, третья, четвёртая и пятая — 154 мили.
С 2013 года за регатой можно было следить в режиме реального времени.
В 2013 году в регате участвовало 17 яхт: 9 в классе «ORC» и 8 — «ESTLYS».
В июле 2017 года была проведена юбилейная, 20-я регата Watergate. Она же стала и последней.

## Кинохроника
В 1998 году киностудией «Creare Stuudio» был снят документальный фильм «Watergate regatt 1998» (режиссёр Рийна Хейн (Riina Hein)).

## Галерея 2010 года
- Перед стартом регаты
- После финиша
- Церемония закрытия
- Победители